# Cardites micellus
Cardites micellus is een tweekleppigensoort uit de familie van de Carditidae. De wetenschappelijke naam van de soort is voor het eerst geldig gepubliceerd in 1971 door Penna-Neme.